# کایگوتسی
کایگوتسی (به لاتین: Kaigutsi) یک منطقهٔ مسکونی در استونی است که در دهستان کاینا واقع شده‌است.